# 호세 에우스타시오 리베라

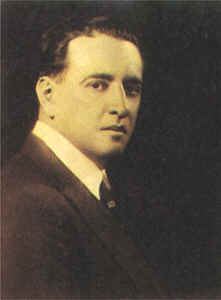

호세 에우스타시오 리베라(José Eustasio Rivera, 본명: 호세 에우스타시오 리베라 살라스, José Eustasio Rivera Salas, 1888년 2월 19일 – 1928년 12월 1일)는 콜롬비아의 변호사이자 작가로 주로 국가 서사시인 대와(大渦, La Vorágine)로 유명하다.

## 어린 시절
호세 리베라는 1888년 2월 19일 네이바 (콜롬비아) 시의 작은 마을인 아구아스 칼리엔테스(Aguas Calientes)에서 태어났다. 11명의 자녀 중 첫 번째 아들이자 다섯 번째 자녀였다.
집안의 경제적인 형편에도 불구하고 다른 친척들의 도움과 자신의 노력으로 가톨릭 교육을 받을 수 있었다. 그는 네이바의 산타 리브라다(Santa Librada) 학교에 다녔고 엘리아스(Elías)의 산 루이스 곤자가(San Luis Gonzaga)에 다녔다. 1906년에 그는 보고타의 일반 학교에서 공부할 수 있는 장학금을 받았다. 1909년 졸업 후 그는 이바게로 이사하여 학교 조사관으로 일했다. 1912년 국립대학교 법학 및 정치학부에 입학하여 1917년 변호사로 졸업했다.

## 주요저서 및 작품
- 《대와(大渦)》(La Vorágine, 1924)
- 《약속의 땅》(Tierra de Promisión, 1921)

## 같이 보기
- 호르헤 이삭스